# Andrzej Jarosik
Andrzej Władysław Jarosik (Sosnowiec, 24 novembre 1944 – Saint-Mandrier-sur-Mer, 23 aprile 2024) è stato un calciatore polacco, di ruolo attaccante.

## Carriera

### C lub
Andrzej Jarosik debuttò nel 1958 nel Zagłębie Sosnowiec, la squadra della sua città, e vi giocò fino al 1974, quando si trasferì in Francia, prima allo Strasburgo e poi allo Sporting Toulon Var dove chiuse la carriera nel 1977.
Per due volte fu capocannoniere del campionato polacco di calcio.

### Nazionale
Giocò anche 25 partite con la Nazionale polacca e segnò 11 reti. Il suo debutto risale al 1965 quando giocò una partita contro la Bulgaria. Nel 1972 vinse la medaglia d'oro alle Olimpiadi a Monaco di Baviera, pur non giocando nessuna partita.

## Palmarès

### Club
- Coppa di Polonia: 2

Zagłębie Sosnowiec: 1961-1962, 1962-1963

### Nazionale
- Oro olimpico: 1

Monaco di Baviera 1972

### Individuale
- Capocannoniere del Campionato polacco: 2

1969-1970, 1970-1971